# 鉄道の町
鉄道の町、鉄道の街（てつどうのまち）とは、そこに鉄道駅や鉄道に関連する施設が置かれたことで発祥、あるいは大きく発展した町を指す言葉である。一種の企業城下町である。

## イギリス
ヴィクトリア朝時代のイギリスでは、鉄道網の発展が多くの小さな町の発展に大きな影響を与えた。ピーターバラやスウィンドンは鉄道の町として発展した。一方、フルーム (Frome) やケンダル (Kendal) といった町は、本線が通らなかったために発展できなかった。また鉄道工場の周りにまったく新しい町が生まれたところもある。ミドルズブラ (Middlesbrough) は、鉄道によって発展した最初の町であり、ストックトン・アンド・ダーリントン鉄道が1830年に延長されてから、40人ほどの小集落であったところが工業港へと成長した。ウルバートン (Wolverton) は1838年以前には原野であったが、1844年には人口1,500人を数えるようになっていた。初期の鉄道の町の例としては、アシュフォード、ダーリントン、ドンカスター、ニーズデン (Neasden) が挙げられる。
クルー (Crewe) は、グランド・ジャンクション鉄道 (Grand Junction Railway) が1843年にこの町へ移転してきたことで大きく発展した町である。後にクルーを形成することになった2つの小さな町は、1841年の時点で人口500人ほどであったが、1900年までには40,000人以上に達した。スウィンドンは、グレート・ウェスタン鉄道がこの町に移ってきてから、それ以前に隣接して存在していた町を置き換えて「鉄道の町」となった。1840年の時点では人口2,000人の市場の町であったが、1905年の時点では人口50,000人の鉄道の町となっていた。鉄道は主要な雇用先となり、クルーでは1877年の時点で6,000人、スウィンドンは1905年の時点で14,000人が鉄道で働いていた。鉄道の町では、キャドバリーにおけるボーンビル (Bournville) 同様に、家族主義的な会社が労働者に住宅・学校・病院・教会・公共施設などを提供するということがしばしば見られた。またグレート・ウェスタン鉄道のスウィンドンでは、とても固く事務的な労働者管理が行われていた。労働者は会社に忠実で従順であり、会社に依存していたため、鉄道の町で労働争議が発生することは稀であった。鉄道関係者は鉄道の町の地方行政をしばしば牛耳っており、特にクルーではフランシス・ウェッブ (Francis Webb) が「独立鉄道会社党」(Independent Railway Company Party) を結成しており、ヨークにおけるジョージ・リーマン (George Leeman) などの例もあった。グレート・ウェスタン鉄道における技師長であったダニエル・グーチは20年に渡ってスウィンドン選出の下院議員であった。全国から何千人もの労働者がやってきて以来、最初の数十年間はクルーは会社の町であった。ほとんどの社会施設や団体が鉄道からの資金提供を受けていた。しかし1877年に町の議会が設立されるなどの動きにより、徐々に会社の影響は減じていき、鉄道会社は町の施設への資金提供は各町の問題であると考えるようになっていった。労働者たちは、クラブや商業組合などの組織を独自に結成し、会社の支配から独立するために協力し、これは鉄道の町における政治的な野党勢力の基礎となった。

## カナダ
カナダ西部では、鉄道の町は売春に関わるようになり、関係した鉄道会社はこれに対応するために、19世紀末にキリスト教青年会 (YMCA) の活動を始めることになった。

## デンマーク
デンマークではstationsbyという関連した概念がある。これは鉄道の周辺で発展した田舎町を指す言葉であるが、鉄道産業そのものよりも、農業や職人の共同体によって発展した町である。

## 中華人民共和国
中華人民共和国の長春市は、日本（大日本帝国）の帝国主義時代の近代化のモデル都市として、日本が満州を占領していた時代に日本によって新市街を建設された。長春の新市街は当初、1898年（明治31年）にロシア人が建設を開始したが、中国人住民を排除していた。ロシアが建設した鉄道の町である大連市を範にとって、第2の主要な鉄道の町が1905年から南満州鉄道によって設計と建設を開始された。円形の城壁に囲われた長春の旧市街と対照的なことに、新市街は格子状の構造を採用しており、以後の中国の鉄道の町における標準的な構造となった。南満州鉄道は中国東北部に1906年から1936年までの間に、ハルビン市や瀋陽市など、多くの鉄道の町を建設した。

## 日本
かつての日本国有鉄道（国鉄）では、公式に12の「鉄道の町」を認定していた。国鉄公式の日本の鉄道の町は、岩見沢市、追分（現・安平町）、土崎港（秋田市）、新津市（現・新潟市秋葉区）、大宮市（現・さいたま市）、米原町（現・米原市）、吹田市、多度津町、米子市、津和野町、直方市、鳥栖市である。しかしこれら以外にも、碓氷峠を控える横川機関区の松井田町（現・安中市）や、東海道本線（当時）の山越えに備える山北機関区の山北町のように、その線区にとって重要な機関区や支区を擁する鉄道の町はいくつもある。こうした日本の鉄道の町は、鉄道関連の機能のみでは人口数千人程度に留まり、大宮や吹田のように大都市へと発展したのは、輸送量の大きな東京や大阪といった近隣の大都市の影響が大きい。松井田や山北のように、輸送が近代化された場合や、輸送のほとんどを鉄道輸送に頼っていた炭鉱の閉山などにより、鉄道の基地としての機能が失われると、町が衰退してしまった例もある。